# Inspiratieporno
Inspiratieporno (Engels: inspiration porn) betreft de voorstelling van mensen met een handicap (of andere ongewone levensomstandigheden) als inspirerend voor niet-gehandicapte mensen (of andere gangbare referentiegroepen), op basis van hun levensomstandigheden. De term "inspiratieporno" is analoog aan pornografie, omdat het materiaal wordt gezien als objectificatie van gehandicapte mensen ten behoeve of bevrediging van de niet-gehandicapte. Inspiratieporno kan worden gezien als een vorm van validisme.
Een voorbeeld van inspiratieporno kan een foto van een kind met een handicap zijn dat deelneemt aan een alledaagse activiteit, met bijschriften gericht op niet-gehandicapte mensen zoals "jouw excuus is ongeldig", "voordat je opgeeft, probeer" of "ze lieten hun handicap hen niet stoppen".

## Oorsprong

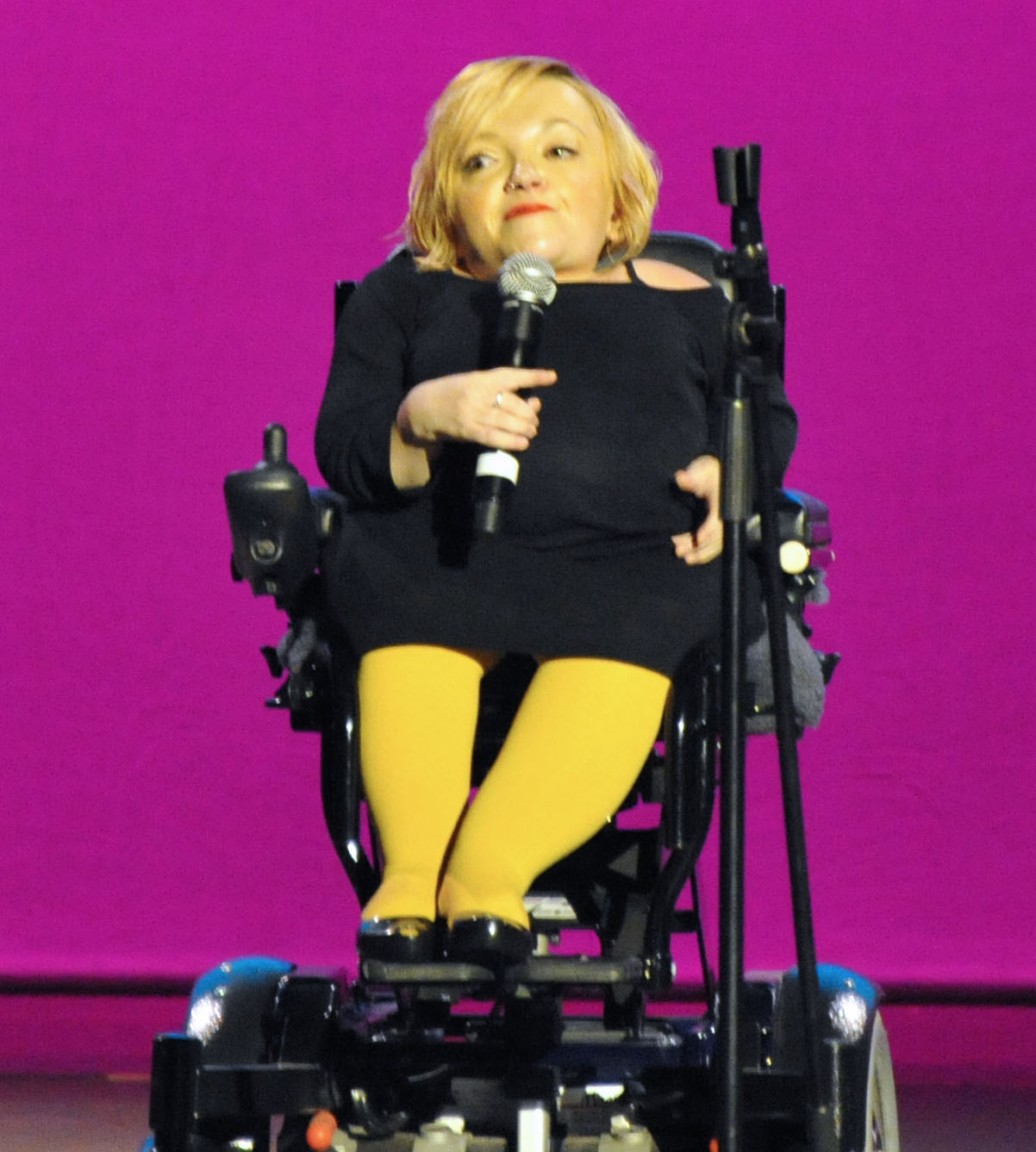
Stella Young (2012)

De term werd in 2012 bedacht door activiste voor gehandicaptenrechten Stella Young in een redactioneel artikel in het webzine Ramp Up van de Australian Broadcasting Corporation. Het werd verder onderzocht in haar TEDx Talk.
Over haar keuze om het inspiratieporno te noemen, zei Young: "Ik gebruik de term 'porno' opzettelijk vanwege de objectivering van de ene groep mensen ten behoeve van een andere groep mensen." Ze wees het idee af dat de anders alledaagse activiteiten van gehandicapte mensen als buitengewoon moeten worden beschouwd alleen vanwege de handicap.

## Standpunt
De voornaamste reden van kritiek op inspiratieporno, omvat het gegeven dat gehandicapte mensen als "anders" worden neergezet. Een handicap wordt als een last afgebeeld (in plaats van te focussen op de maatschappelijke obstakels waarmee gehandicapte mensen worden geconfronteerd). Het beeld waarbij individuen met een handicap als inspiratiebron worden voorgesteld, kan leiden tot de ontmenselijking van deze personen  Inspiratieporno versterkt de stereotypen die de samenleving aan gehandicapte personen heeft gegeven: dat ze "niet in staat zijn" en "minder bekwaam" zijn dan degenen zonder handicaps. 
Sommigen verzetten zich tegen het gebruik van het woord porno en geven de voorkeur aan 'Inspiratie sensationalisme'.

## In populaire cultuur
De tv-show Speechless uit 2016 onderzocht het concept in een aflevering waarin het inspiratieporno uitlegt als "de voorstelling van mensen met een handicap als eendimensionale heiligen die alleen bestaan om de harten te verwarmen en de geesten van niet-gehandicapte mensen te openen."
In de film Wonder uit 2017 wordt het hoofdpersonage Auggie, een kind met een handicap, overgeplaatst naar een openbare school. De film draait om Auggie's "optreden als een eenmans-antipestcampagne - waarbij hij zijn klasgenoten, familieleden en de kijkers leert over acceptatie" gedurende zijn educatieve ervaring. De thema's van de film, gecombineerd met het feit dat het kindacteur niet gehandicapt is, leidden velen ertoe te betogen dat films zoals Wonder handicap als waardevol vormen alleen wanneer ze voldoen aan de emotionele behoeften en voorwaarden van andere gemeenschappen.